# Cameo (сайт)
Cameo (в переводе с англ. — «камео»)— американский сайт обмена видеофайлами со штаб-квартирой в Чикаго. Создан в 2017 году. Сайт позволяет знаменитостям отправлять персонализированные видеосообщения поклонникам. По состоянию на май 2020 года к платформе присоединились более 30 000 знаменитостей.

## История
Идея создания Cameo возникла у Стивена Галаниса и Мартина Бленкоу после похорон бабушки Галаниса. Бленкоу работал кинопродюсером и агентом НФЛ. В апреле 2016 года Бленкоу уговорил игрока НФЛ Кассиуса Марша записать его другу поздравление с рождением сына. Основатели поняли, что «селфи — это новый автограф». 15 марта 2017 года сайт был запущен. Знаменитости с более чем 20 000 подписчиков в Instagram имеют право завести аккаунт на Cameo. Цены начинаются от 5 долларов, а самая высокая цена была у Кейтлин Дженнер — 2500 долларов (по состоянию на март 2020 года).
Cameo был назван № 19 среди лучших стартапов Америки по версии Forbes и № 32 по версии LinkedIn.
Сайт вырос во время пандемии COVID-19. В июле 2020 года сайт запустил Promotional Cameos, премиальную услугу для предприятий по покупке рекламы знаменитостей.
Chicago Magazine назвал Cameo «Самым американским стартапом». В 2020 году Cameo возглавила список Fast Company «Самые инновационные компании социальных медиа в мире» и вошел в список «50 самых инновационных компаний мира». В 2019 году Cameo получила награду Momentum Award. В 2018 году Cameo была названа журналом Time одной из «50 самых гениальных компаний». Галанис был назван одним из «Лучших инноваторов Голливуда» по версии The Hollywood Reporter. Соучредитель Таунсенд был включен в список Forbes «30 до 30 лет».

## В культуре
В начале серии «The King of Nice» мультсериала «Симпсоны» клоун Красти до того, как его пригласили стать ведущим телешоу, зарабатывает, снимая ролики за деньги в мобильном приложении Cameo.

## В Рунете
В начале 2020 года в Рунете появилось сразу несколько аналогов Cameo. Практически все из них через некоторое время закрылись, не справившись с привлечением на свои платформы достаточного количества узнаваемых звёзд из стран СНГ. На сегодняшний день ведущим игроком в Рунете является платформа Видеограм.